# Tékhne Grammatiké

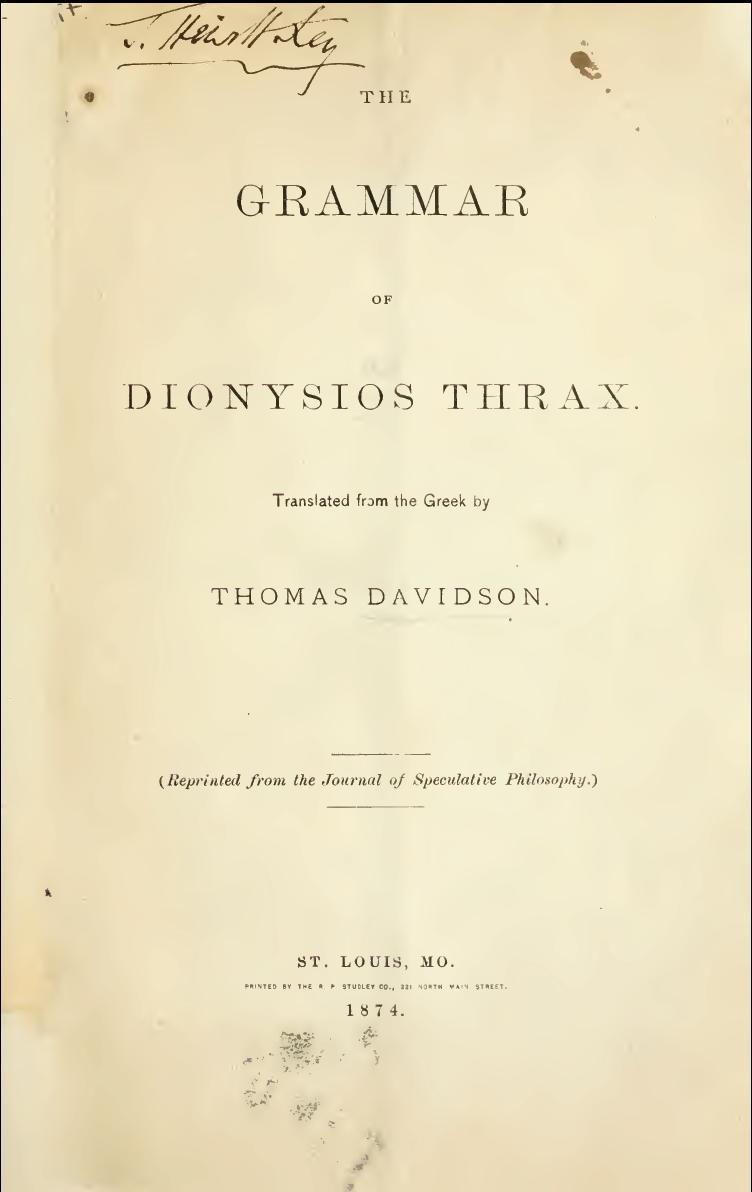
Portada de la primera traducción inglesa de la Tékhne Grammatiké, de Thomas Davidson, publicada en 1874.

Tékhnē Grammatikḗ (en griego, Τέχνη Γραμματικῆ; en latín, Ars Grammatica) es una obra atribuida al gramático griego Dionisio de Tracia. Escrita en griego hacia el siglo I a. C. se considera la primera gramática en términos modernos redactada en una lengua europea, y sirvió de base a las posteriores gramáticas del griego, del latín y de otras lenguas europeas hasta bien entrado el Renacimiento. Se trata de una obra breve, básica y esquemática. Fue muy imitada durante por los latinos y constituye, según Robins, una pieza clave de la cultura griega. De las 6 partes que se anuncian en el prólogo, solo se conserva una, subdividida en dos aspectos: Letras y su pronunciación (fonética) y Analogía (morfología).

## Contenido
La obra comienza definiendo el concepto de «gramática» como un conocimiento práctico de los usos de poetas y prosistas. Según esta definición, la gramática es el estudio general de las obras literarias y la mejor parte de ésta sería el estudio crítico de los poemas. Es, por tanto, lo que hoy día llamamos una gramática de autoridades. 
La Tékhne Grammatiké se centra en la morfología. No menciona la sintaxis, aunque años más tarde (en el siglo II) Apolonio Díscolo la completó con un volumen sobre sintaxis. Es, además, una gramática oracional de la palabra. Define la oración como unión de palabras con sentido completo pero estudia muy superficialmente las relaciones sintagmáticas. No reconoce unidades menores a la palabra, aunque alude a las variaciones formales del nombre y el verbo (la flexión verbal). A diferencia de la escuela estoica, Dionisio utiliza un criterio formal para esta clasificación, acudiendo solo en tres ocasiones a explicaciones nocionales para las definiciones de «nombre» (designa una cosa o acción), «verbo» (designa una acción o pasión) y «pronombre» (designa personas determinadas). En esta gramática aparece por primera vez la división de la oración en ocho partes:
- Nombre: tiene caso y se refiere a una cosa o acción.
- Verbo: no tiene caso, sí tiempos, personas y números.
- Participio: tiene tanto caso como tiempo.
- Artículo: tiene caso, y va antepuesto o pospuesto a un nombre.
- Pronombre: se utiliza en lugar de un nombre para referirse a una persona concreta.
- Preposición: no tiene flexión y va ante el nombre, combinada o no.
- Adverbio: no tiene flexión y va antes o después del verbo.
- Conjunción: no tiene flexión y une los conceptos ordenadamente.

## Autoría
El problema de la autencididad del texto ya surgió en época bizantina y ha continuado hasta la época moderna, favorecido por los hallazgos en Egipto de un buen número de papiros gramáticos que muestran variaciones sucesivas en varias copias de la Tékne Grammatiké. Con todo, de esta discusión suelen excluirse los cinco primeros capítulos, que por su tono más arcaico y una relación discutible con el resto de la obra, sí se atribuyen con casi total seguridad a Dionisio. Sobre la autoría de los otros capítulos surgen varios problemas, entre ellos que:
- el programa explicado en el prólogo no se sigue más allá del quinto capítulo;[4]
- los primeros cinco capítulos no tienen apenas conexión con el resto de la obra, sugiriendo que se añadieron posteriormente a una obra ya completa;[4]
- hay discrepancias significativas entre la doctrina de Dionisio de Tracia y la de la Tékhne Grammatiké;[4]
- los únicos pasajes de la Tékhne Grammatiké citados por autores anteriores al siglo IV se refieren solo a los primeros cinco capítulos;[4]
- las primeras copias que se conservan son del siglo V, muy posterior a la vida de Dionisio de Tracia.[2]
- las gramáticas griegas de los siglos I al IV que se han conservado no se basan en la Tékhne Grammatiké, sino que muestran el tipo de fluctuación y experimentación propio de la gramática antes de adoptar su forma definitiva.[4]

## Repercusión
Sirvió de base a las posteriores gramáticas del griego, del latín y de otras lenguas europeas hasta bien entrado el Renacimiento, hasta el punto de que es difícil encontrar una gramática moderna que no siga en parte las premisas y el esquema de la Tékhne Grammatiké. De hecho, según Jesús Tusón, los gramáticos posteriores, tradicionalistas, renacentistas y académicos del siglo XVIII, no superaron el esquema de la gramática de Dionisio sino que lo empeoraron al basar sus definiciones en una mezcla de criterios incoherentes entre sí.
Una prueba de la influencia que este texto tuvo en su tiempo fue la cantidad de traducciones de que gozó a otras culturas donde se enseñaba el griego: de hecho, consta que se tradujo a lenguas como el armeno y el sirio.